# Tompkins County
Tompkins County är ett administrativt område i delstaten New York, USA, med 101 564 invånare. Den administrativa huvudorten (county seat) är Ithaca.

## Geografi
Enligt United States Census Bureau har countyt en total area på 1 273 km². 1 233 km² av den arean är land och 40 km² är vatten.

### Angränsande countyn
- Cayuga County, New York - nord
- Cortland County, New York - öst
- Tioga County, New York - syd
- Chemung County, New York - sydväst
- Schuyler County, New York - väst
- Seneca County, New York - nordväst